# 李長江
李长江（1944年10月—），黑龍江省双城人；原长春光学精密机械学院光学仪器设计与制造专业毕业，副研究员。1965年12月加入中国共产党，是中共第十六、十七届中央委员。曾任中国国家质检总局局长，中国海关总署副署长、兼国家出入境检验检疫局局长，第十一届全国政协委员、港澳台侨委员会副主任，全国“扫黄打非”工作小组专职副组长等职。
2008年9月，因奶制品污染致婴儿死亡、患病事件曝光后，时任国家质检总局局长李长江引咎辞职。

## 从政经历
李长江早年曾长期在大学党务部门、及共青团系统任职。在原长春光学精密机械学院（今长春理工大学）毕业后，他留校工作；历任该校团委副书记、书记，学生工作部部长，学院党委办公室主任，党委常委、纪委书记等职。1986年，进入共青团中央；历任团中央青运史研究室干部、副主任、主任，兼“中国青年政治学院”党委常委、副院长，“中国青少年研究中心主任”兼“中国青年政治学院”党委常委、副书记等职。
自1992年，李长江进入政府部门工作；历任国家土地管理局副局长、党组成员，浙江省省长助理、副省长，海关总署副署长、国家出入境检验检疫局局长等职。2001年4月，原“国家质量技术监督局”和原“国家出入境检验检疫局”合并成立了新的“国家质量监督检验检疫总局”，李长江出任局长。2008年3月起，他又兼任质检总局中共党组书记职务

## 引咎辞职
2008年9月，在以三鹿集团为代表的22家中国知名乳制品企业的部分产品中，发现含有有毒化工原料三聚氰胺，并由此直接導致食用該产品的嬰兒患上腎結石的事件爆发。因对食品安全、质量负有监管责任，9月22日，李长江引咎辞去了国家质量监督检验检疫总局局长职务，由王勇接任。

## 復出
2009年12月26日，据江苏省官方媒体《新华日报》报道，李长江以全国扫黄打非工作小组专职副组长的身份，正在南京、镇江等地考察工作。此消息一出，立刻引起中国社会哗然；媒体质疑，“李长江复出，公众不应最后一个知道”。 2010年3月，李长江又被增补为全国政协委员、港澳台侨委员会副主任。在回答记者提问时，政协新闻发言人赵启正解释说，李长江原是因负有领导责任而辞职的，因其曾在地方、海关、出入境管理等部门的任职经历，现在担任全国“扫黄打非”工作小组专职副组长，并没有因为引咎辞职而失去工作热情，所以可在政协当中表达他这方面的经验和见解，这是政协常委们讨论同意的。

## 荣誉

### 外国勋章奖章
- 乌拉圭东岸共和国大军官奖章（乌拉圭，2003年10月14日批准[5]，2004年5月26日于北京颁授）